# فرشاد سالاروند
فرشاد سالاروند (زادهٔ ۲۰ آبان ۱۳۵۷ - دورود) یک بازیکن فوتبال اهل ایران است.
از باشگاه‌هایی که فرشاد در آن بازی کرده‌است می‌توان به باشگاه فوتبال استقلال خوزستان، باشگاه فوتبال راهیان کرمانشاه، باشگاه فوتبال مس رفسنجان و باشگاه فوتبال پارس جنوبی جم اشاره کرد. وی در سال ۹۷ در باشگاه فولاد خوزستان بازی می‌کند.